# Хорохоринська сільська рада
| Хорохоринська сільська рада — колишня адміністративно-територіальна одиниця та орган місцевого самоврядування у Луцькому районі Волинської області з адміністративним центром у с. Хорохорин. Припинила існування 12 листопада 2015 року через об'єднання до складу Смолигівської сільської територіальної громади Волинської області. Натомість утворено Хорохоринський старостинський округ при Смолигівській сільській громаді. Сільській раді підпорядковувались населені пункти: - с. Хорохорин - с. Барвінок - с. Михайлівка |

## Склад ради
Рада складалась з 12 депутатів та голови.

## Керівний склад сільської ради
| ПІБ                             | Основні відомості                                                                | Дата обрання | Дата звільнення |
| ------------------------------- | -------------------------------------------------------------------------------- | ------------ | --------------- |
| Мельничук Анатолій Анатолійович | Сільський голова, 1966 року народження, освіта, член Української Народної Партії | 26.03.2006   | 31.10.2010      |
| Мельничук Анатолій Анатолійович | Сільський голова, 1966 року народження, освіта вища, безпартійний                | 31.10.2010   |                 |

Примітка: таблиця складена за даними джерела

## Населення
Згідно з переписом УРСР 1989 року чисельність наявного населення сільської ради становила 781 особа, з яких 348 чоловіків та 433 жінки.
За переписом населення України 2001 року в сільській раді мешкало 737 осіб.

### Мова
Розподіл населення за рідною мовою за даними перепису 2001 року:
| Мова       | Відсоток |
| ---------- | -------- |
| українська | 98,79 %  |
| російська  | 1,21 %   |